# Coos Bay (Oregon)
Coos Bay è un centro abitato (City) degli Stati Uniti d'America, situato nella contea di Coos dello Stato dell'Oregon. Nel 2007 la popolazione era di 16.210 abitanti. La città sorge sulle rive della baia di Coos, dalla quale prende il nome.

## Geografia fisica
Secondo i rilevamenti dello United States Census Bureau, Coos Bay si estende su una superficie di 41,3 km².